# Preußische EV 6
Die Preußische EV 6, bei Inbetriebnahme als DR-Baureihe E 733 übernommen, war eine von den Preußischen Staatseisenbahnen beschaffte Elektrolokomotive für den Einsatz bei der Altonaer Hafenbahn. Sie sollte die bereits 1911 auf dieser Hafenbahn eingesetzte Preußische EV 1/2 ersetzen.

## Konstruktion
Die EV 6 hatte als Grundkonstruktion einen Brückenrahmen aus Profilstahl mit einem aufgesetzten stählernen Kasten, der den Maschinenraum und die beiderseitigen Führerstände an der vertikal glatt  verlaufenden Stirnwand umschloss. Auf dem Dach befanden  sich neben dem Hauptschalter zwei Scherenstromabnehmer mit je einem Schleifbügel.
Der Brückenrahmen ruhte auf zwei Drehgestellen mit je zwei einzeln angetriebenen Radsätzen mit Raddurchmessern von 1600 mm. Die Radsätze hatten jeweils einen  Hohlwellenantrieb.

## Elektrischer Antrieb
Die ungewöhnliche Oberleitungs-Speisespannung von 6,3 kV und der Frequenz von 25 Hz wurde von der Altonaer Hafenbahn als Folge der Übernahme von Fahrzeugen und Ausrüstungen aus dem Versuchsbetrieb mit diesem Stromsystem in den Jahren 1903 bis 1905 auf der Zweigbahn Schöneweide–Spindlersfeld verwendet. Die speziell für die Altonaer Hafenbahn gebaute EV 6 musste für diese Spannung ausgelegt werden. Die Bereitstellung der Stromversorgung erfolgte aus dem Versorgungsnetz der Hamburg-Altonaer Stadt- und Vorortbahn, die bereits seit 1904 mit diesem System betrieben wurde, wofür das Kraftwerk Leverkusenstraße auch in günstiger Nähe lag.
Jeder der vier Radsätze wurde von jeweils einem Paar fremdbelüfteter Wechselstrom-Reihenschlussmotoren über den Hohlwellenantrieb angetrieben.
Der ebenfalls fremdbelüftete und ölgekühlte Haupttransformator lieferte die herabgesetzte Spannung für die Motoren.

## Geschichte
Die EV 6 wurde im Frühjahr 1924 von der preußischen Verwaltung der Altonaer Hafenbahn bestellt und 1926 an diese abgeliefert.
Bei der Konstruktion der Lokomotive wurden nicht primär die Belange und Bedürfnisse einer Hafenbahn zugrunde gelegt, vielmehr sollte offenbar die EV 6 neben ihrer Funktion als Hafenbahn-Lok auch als Versuchsträger für diverse noch nicht genügend erprobte Technologien dienen. So war das Fahrwerk mit den relativ großen Rädern eher typisch für einen  Schnellzugbetrieb und der Hohlwellenantrieb vergleichsweise aufwendig für den langsamen Hafenbahnbetrieb mit maximal 50 km/h. Die teilweise auftretenden „Kinderkrankheiten“ dieser noch unausgereiften Elemente verursachten hohe Unterhaltungskosten.
Bei Anlieferung wurde die EV 6 von der nunmehr federführenden Deutschen Reichsbahn in E 73 06 umgezeichnet. Sie war während ihres gesamten Einsatzes von 1926 bis 1954 dem Bahnbetriebswerk Ohlsdorf zugeteilt. 1954 erfolgte die Stilllegung aufgrund der absehbaren Aufgabe des Betriebes  mit 6,3 kV Wechselstrom im Zusammenhang mit der vollständigen Umstellung der S-Bahn Hamburg auf den Gleichstrombetrieb.
Die E 73 06 wurde zu diesem Zeitpunkt von der Deutschen Bundesbahn zum AW München-Freimann überstellt und 1955 von einem Schrotthändler erworben.